# سیارک ۲۷۹۲۲
سیارک ۲۷۹۲۲ (به انگلیسی: 27922 Mascheroni، نامگذاری:1996XW8) بیست و هفت هزار و نهصد و بیست و دومین سیارک کشف شده‌است که در ۸ دسامبر ۱۹۹۶ کشف شد.